# Aldicarb
L'aldicarb (2-metil-2-(metiltio) propanal O-(N-metilcarbamoil) oxima) és un compost químic que pertany a la família dels carbamats i és emprat fonamentalment com a insecticida. És la substància activa en el Temik, un plaguicida que és eficaç contra els tisanòpters, àfids, aranyes vermelles, Lygus i minadors de les fulles, però s'utilitza principalment com a nematicida. Es troba prohibit a la UE des del 2003, es va autoritzar excepcionalment a conreus fins al 2007, ara no es pot tenir, comercialitzar ni fer servir.